# جان كلود جيرار
جان كلود جيرار (بالفرنسية: Jean-Claude Gérard )‏ (و. 1946 – م) هو عالم فلك، وأستاذ جامعي، وعالم فيزياء الأرض من بلجيكا . ولد في أن . وهو عضواً في الأكاديمية الدولية للملاحة الفضائية .

## التعليم
تعلم في جامعة لياج

## جوائز
حصل على جوائز منها:
- نيشان التاج من رتبة قائد.